# Municipio de Scott (condado de Lawrence)
El municipio de Scott (en inglés: Scott Township) es un municipio ubicado en el condado de Lawrence en el estado estadounidense de Pensilvania. En el año 2000 tenía una población de 2.235 habitantes y una densidad poblacional de 44 personas por km².

## Geografía
El municipio de Scott se encuentra ubicado en las coordenadas 41°02′00″N 80°15′05″O / 41.03333, -80.25139.

## Demografía
Según la Oficina del Censo en 2000 los ingresos medios por hogar en la localidad eran de $42,917 y los ingresos medios por familia eran de $50,066. Los hombres tenían unos ingresos medios de $37,784 frente a los $26,786 para las mujeres. La renta per cápita de la localidad era de $18,806. Alrededor del 4,9% de la población estaba por debajo del umbral de pobreza.